# 競馬中継 (フジテレビ)
競馬中継（けいばちゅうけい）はフジテレビが開局直後の1959年4月5日から1985年6月9日にかけて毎週日曜午後に放送された中央競馬（関東）の実況番組である。

## 概要
フジテレビ開局当初は中山競馬場開催分のみ中継し、東京競馬場開催分はNETテレビが中継していた。その後、関西では京都競馬場・阪神競馬場開催分とも関西テレビが放送していたこともあって関東でも関西テレビと同じ系列であるフジテレビに統一することになった。
番組は当初モノクロ放送だったが、1967年11月12日に行われた京都競馬場からの「第28回菊花賞」の中継(中継部分は関西テレビ制作)にて初のカラー放送を行い、同年12月24日の第12回有馬記念ではフジテレビの自社競馬中継制作に於いて初のカラー放送を行い、翌1968年1月からはフジテレビ制作分の東京・中山両競馬場の中継が毎回カラー放送となり、1969年4月からは関西テレビ制作・中継分が毎回カラー制作となった為、完全カラー放送となる。
1980年代に入り番組のハードルを低くすることを目的とし、視聴者参加形式を取り入れた。視聴者に着順を予想させ的中者には賞品などをプレゼントしていた。この路線をさらに進め、バラエティの要素を取り入れた番組として1985年6月16日からはタイトルを『チャレンジ・ザ・競馬』に改めリニューアルした。
しかしその後、競馬もある程度一般層に定着したと判断、番組内容を「純粋にレースを見せる」方向へ変更し1987年4月5日から『スーパー競馬』にリニューアルする。さらに2008年1月6日からは『みんなのケイバ』に、2010年1月10日からは『みんなのKEIBA』に受け継がれ、当番組を含めこれまで5つのタイトルで放送されている。井崎脩五郎（当番組は1983年から出演）は、これらの5番組全てにレギュラー出演する唯一の人物である。同じく1983年から司会を務めている鈴木淑子も、『スーパー競馬』までは司会を継続し、その後も不定期にゲスト出演しているため、こちらも5番組全てに出演経験がある。
テーマ曲にはFNN系列のスポーツ番組テーマ曲であった、アール・エレソン・マッコイ作曲の『ライツアウトマーチ』が使われていた。
同番組のメインスポンサーとしては、京王帝都電鉄（現・京王電鉄）、セブン-イレブン、石垣食品（関東）、北沢産業、酒田時計貿易、SOFT-99が挙げられる（関西テレビも同様）。
なお、1957年から1968年まで、曜日にかかわらず、勤労感謝の日（宮中祭祀の新嘗祭が行われる日）である11月23日に秋の天皇賞が開催されていたが、当番組の放送曜日である日曜日以外の秋の天皇賞中継については、1963年より特別番組を設けて中継を行った。また、1960年代後半には土曜日も中継を行っていた時期がある。
ローカル開催時は福島競馬場は福島テレビ、新潟競馬場は新潟放送がそれぞれ技術協力（裏開催時は自社ローカルだが、主要重賞は同時ネット）していた。なお新潟県では1983年10月から新潟総合テレビがフジテレビ系フルネットとなったが、JRA側の都合により引き続きBSNが継続してネットを行った（1999年12月まで）。

## 歴代司会者
- 川口浩・野添ひとみ夫妻
- 大林宏
- 津山登志子
- 盛山毅
- 龍虎
- 広川太一郎（1983年3月〜）
- 鈴木淑子（同上）

## 歴代解説者
- 赤木駿介
- 大島輝久
- 大川慶次郎
- 清水久生
- 飯野高弘
- 沖田雅輝
- 西島大和
- 井崎脩五郎（1983年3月～）

## 実況担当アナウンサー
すべてフジテレビアナウンサーが務めた
- 小篠菊雄
- 鳥居滋夫
- 岩佐徹
- 盛山毅
- 大林宏
- 大川和彦
- 陣内誠
- 堺正幸
- 向坂樹興

## 主なコーナー
優駿回想
ナレーターは堺正幸
ジョッキーグラフティー・思い出の名馬
インタビュアーは鈴木淑子

## アーカイブ番組
フジテレビTWOで随時『中央競馬中継黄金伝説』と題した番組が組まれている。これは後継『チャレンジ・ザ・競馬』→『スーパー競馬』の初期の頃を含め、過去の中央競馬の名勝負・名場面を紹介した番組である。